# دشت برم (کازرون)
دشت برم یک روستا در ایران است که در بخش مرکزی شهرستان کازرون در استان فارس واقع شده‌است. دشت برم ۴۷۲ نفر جمعیت دارد. .

## جمعیت
این روستا در  دهستان دشت برم قرار دارد و بر اساس سرشماری مرکز آمار ایران در سال ۱۳۸۵، جمعیت آن ۴۷۲ نفر (۸۹ خانوار) بوده‌است.